# Merionoeda inopinata
Merionoeda inopinata là một loài bọ cánh cứng trong họ Cerambycidae.